# Карл Пач
Карл Пач (на немски: Carl Patsch) е австрийски археолог и историк. Учен със световна известност и автор на много трудове, оценени като високи научни постижения в областта на археологията и историята.

## Биография
Роден е на 14 септември 1865 година в Ичин, Австрийска империя. Получава висше образование по класическа филология и археология във Виенския университет. Освен немски говори и почти всички славянски езици.
От млади години се посвещава на археологическото и историческо изучаване на Балканския полуостров.
Карл Пач е ръководител на Босненско-Херцеговинския институт за балкански изследвания в Сараево от 1908 г. до 1918 г. След Първата световна война се премества във Виена, където наследява Константин Иречек като професор по славянска история и археология във Виенския университет.
През 1928 г. става пълноправен член на Виенската академия на науките, а от 1941 г. е чуждестранен член на Българската академия на науките.
На 21 февруари 1945 година е убит във Виена.

## Научна дейност
Първите трудове на Карл Пач представят извънредно важни приноси към археологията и епиграфиката на римската провинция Далмация.
В резултат на научните си пътувания в Албания, които Пач предприема, е неговата голяма книга „Das Sandschak Berat in Albanien, Schriften der Balkankommission, Antiquarische Abteilung“, 3 (1904).
Още от 1904 г. той започва да издава редица монографии под названието „Zur Kunde der Balkanhalbinsel“. До 1918 г., когато институтът в Сараево е унищожен, са издадени 27 монографии от разни учени по история, география, етнография, литература и пр. на балканските народи.
След дългогодишните си изследвания в Босна и Херцеговина той написва „Historische Wanderungen im Karst und an der Adria. I. Teil: Die Herzegowina einst und jetzt“, 1922. Тази книга е разделена на 2 части, като в първата част на съчинението си авторът разказва за състоянието на Херцеговина, а във втората дава политическа и културна история на илирийските племена, които са населявали тази област в древността.
Карл Пач изучава и изследва историята на Югоизточна Европа. След 1925 г. започва да обнародва в изданията на Виенската академия на науките редица монографии Beiträge zur Völkerkunde von Südosteuropa, 6 Bände, 1925 – 1937. В тях разглежда историята на старите и по-нови народи, които трайно са населявали югоизточно-европейския полуостров и граничещите с него северни области, или са се явявали там временно и чрез това са причинявали етнически смущения. В своя статия Пач е разгледал основно спорния въпрос за етническата принадлежност на агатирсите.
Съчиненията на Карл Пач са особено важни за историята на Балканския полуостров (Мизия, Тракия, Дакия) в древността, служейки като основа за по-нататъшните изучавания.